# ディグ・ザット・クレイジー・クリスマス
『ディグ・ザット・クレイジー・クリスマス』 (DIG THAT CRAZY CHRISTMAS) とはアメリカのビッグ・バンド、ブライアン・セッツァー・オーケストラが2005年にリリースしたクリスマス・アルバム。

## 解説
2002年にリリースした『ブギ・ウギ・クリスマス』に続いて、リリースされたクリスマス・アルバム第2弾。収録曲の「マイ・フェイヴァリット・シングス」はグラミー賞にノミネートされた。

## 収録曲
1. ディグ・ザット・クレイジー・サンタ・クロース - Dig That Crazy Santa Claus
2. エンジェルス・ウィ・ハヴ・ハード・オン・ハイ - Angels We Have Heard On High
3. ゲッティン・イン・ザ・ムード(フォー・クリスマス) - Gettin' In The Mood (For Christmas)
4. ホワイト・クリスマス - White Christmas
5. レット・イット・スノウ!レット・イット・スノウ!レット・イット・スノウ! - Let It Snow!Let It Snow!Let It Snow!
6. ザット・ユー・サンタ? - 'Zat You Santa Claus?
7. ヘイ・サンタ! - Hey Santa!
8. マイ・フェイヴァリット・シングス - My Favorite Thing
9. ユーア・ア・ミーン・ワン,ミスター・グリンチ - You're A Mean One,Mr. Grinch
10. クール・ユール - Cool Yule
11. ジングル・ベル・ロック - Jingle Bell Rock
12. サンタ・ドライヴス・ア・ホット・ロッド - Santa Drives A Hot Rod
13. ホワット・アー・ユー・ドゥイング・ニュー・イヤーズ・イヴ - What Are You Doing New Year's Eve
14. クリスマス島 - Christmas Island